# Chuck Hanger
Charles E. Hanger, detto Chuck (Alameda, 23 febbraio 1924 – Carmel-by-the-Sea, 23 luglio 1995), è stato un cestista e avvocato statunitense.

## Carriera
Dopo aver giocato nella squadra della Berkeley High School, nel 1941 passò alla University of California, Berkeley. Giocò fino al 1943, anno in cui si arruolò nell'esercito statunitense. Tenente della 106th Infantry Division, il 19 dicembre 1994 venne catturato dalle truppe tedesche nei pressi di Bastogne, in Belgio. Dopo diversi mesi di prigionia, fu liberato dagli americani nella primavera del 1945.
Al termine della seconda guerra mondiale, tornò alla Berkeley e riprese l'attività cestistica. Fu il miglior realizzatore della squadra nel 1947 e nel 1948, anno in cui venne selezionato al Draft BAA 1948 dai Minneapolis Lakers come 9ª scelta assoluta. Hanger tuttavia non giocò mai in NBA, continuando la carriera cestistica nella National Industrial Basketball League della Amateur Athletic Union. Militò negli Oakland Bittners e negli Oakland Blue 'n Gold Atlas.
Laureatosi in legge nel 1950, intraprese poi la carriera di avvocato, lavorando per trent'anni alla "Brobeck, Phleger & Harrison". Nel biennio 1990-1991 fu presidente dell'"American College of Trial Lawyers".

## Palmarès
- AAU All American (1949, 1950)